# L'Aquila Rugby
Pour les articles homonymes, voir Aquila.
Ne doit pas être confondu avec CUS L'Aquila Rugby.
 (novembre 2024).
Si vous disposez d'ouvrages ou d'articles de référence ou si vous connaissez des sites web de qualité traitant du thème abordé ici, merci de compléter l'article en donnant les références utiles à sa vérifiabilité et en les liant à la section « Notes et références ».
Maillots
Dernière mise à jour : 21 juin 2012.

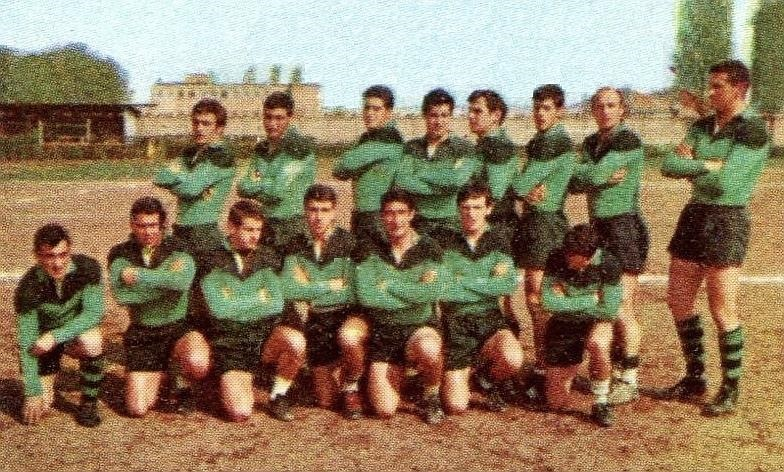
L'Aquila rugby saison 1966-1967.

L'Aquila Rugby était un club de rugby à XV italien basé à L'Aquila participant au Championnat d'Italie.

## Histoire
Le club est fondé en 1936. De 1936 à 1942 l'Aquila participe au tournoi organisé sous le Commandement Fédéral de la GIL. À compter de 1946 grâce à Tommaso Fattori, qui décide de former une sélection aquilaine, se constitue la Polisportiva L'Aquila Rugby qui participe dès 1948 au championnat de première division. Lors de la saison 1949-1950 L'Aquila participe à la série B st c'est seulement à la dernière partie, décisive pour la promotion à la catégorie maximale, qu'elle fut battue par la Genova. Par contre elle remporte la Coppa Cicogna qui signifie qu'elle gagne le titre italien des formations de jeunes. L'année suivante est la bonne saison : montée, pour disputer le championnat de série A.
Dans le championnat 1958-1959 elle échoue en finale pour le titre de la compétition maximale. Moins glorieuse la saison 1963-1964 connaît la rétrogradation en série B, l'année suivante c'est déjà le retour en série A. Elle remporte son premier titre en championnat (scudetto) en 1967 en défaisant le Fiamme Oro Padova par 6 à 0. Deux ans plus tard, en 1969, un second titre en championnat récompense le club. Dans les années 1970 ce sont les vaches maigres pour les Aquilains ; pour tout trophée, on compte une victoire en coupe d'Italie en 1973. Les années 1980 commencent bien avec deux scudetti : 1981 (année du doublé Coupe d'Italie-Championnat) et 1982. Le cinquième titre couronne la saison 1993-1994. Lors de la saison 2001-2002, c'est la création de la Lega Italiana Rugby d'Eccellenza, avec dix clubs seulement pour se disputer le titre, et l'on peut compter sur L'Aquila.
Victime de graves problèmes financiers, le club disparait en 2018.

## Palmarès
- Vainqueur du Championnat d'Italie en 1967, 1969, 1981, 1982, 1994
- Vainqueur de la coupe d'Italie en 1973, 1981

## Personnalités du club

### Joueurs célèbres
- Andrea Masi
- Andrea Lo Cicero
- Carlo Festuccia
- Joel Stransky

### Liste des entraîneurs
- Jacques Fouroux (2005)

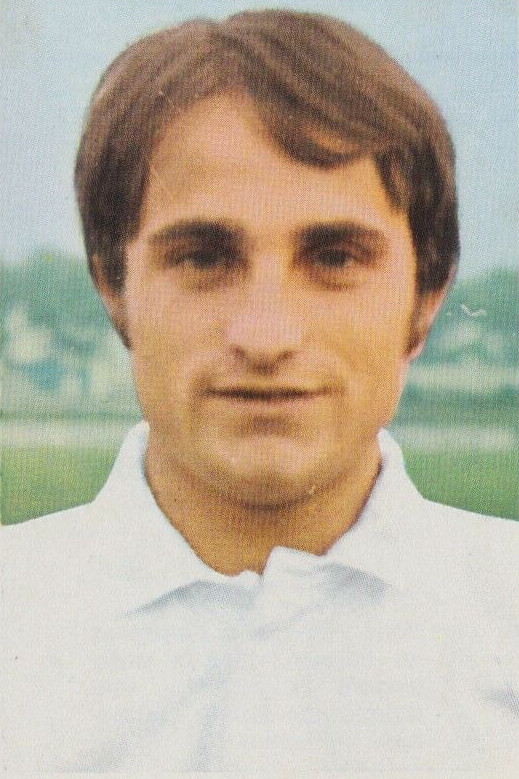
Jacques Fouroux dit Le Petit Caporal.

- Dragoș Niculae (2015-2016)